# Esta soy yo
Esta soy yo es el tercer sencillo lanzado por El Sueño de Morfeo de su álbum El Sueño de Morfeo (2005). Fue lanzado en 2006.

## Video de música
El video musical de "Ésta soy yo" fue rodado en 2008 con la ayuda de WMG. El video muestra a Raquel del Rosario cantando en su habitación. Que aparecen todos los miembros de la banda (David Feito y Juan Luis Suárez), que conducen a sí mismos frente a un espejo. Al final del vídeo a todos los miembros de la carga de las pistolas y rifles de sentarse a la mesa, y después de que se vaya. Y en la mesa que sigue siendo una foto de los participantes del grupo con el objetivo alrededor de sus cabezas.